# Vinarje, Maribor
Vinarje este o localitate din comuna Maribor, Slovenia, cu o populație de 192 de locuitori.